# Ravensbrück
Ravensbrück – część niemieckiego miasta Fürstenberg/Havel (dawniej gmina), znajdującego się w kraju związkowym Brandenburgia, w powiecie Oberhavel, ok. 80–90 km na północ od Berlina.
W latach 1938–1945 istniał tu jedyny niemiecki obóz koncentracyjny na terenie III Rzeszy przeznaczony początkowo tylko dla kobiet KL Ravensbrück. Na przełomie lat 1944–1945 stał się on centralnym obozem rozdzielczym dla licznych transportów więźniów. Oszacowano, że przez bramy tego obozu przeszło ponad 132 000 kobiet i dzieci z 27 narodowości (w tym najwięcej Polek), z których około 92 000 zamordowano.